# Gisèle Joannès
Gisèle Joannès, née le 28 juillet 1918 à Varsovie (Pologne) et morte le 6 septembre 1992 à Groslay (Val d'Oise), est une syndicaliste et responsable communiste française.

## Biographie

### Enfance
Née Raka Golda Nusbaum dans une famille ouvrière polonaise de culture juive, elle arrive en France à l'âge de trois ans. Sa famille s'installe à Paris. Devenue ouvrière couturière après l'obtention de son certificat d'études, elle s'engage dans le militantisme au moment du front populaire, et devient très active au sein de l'union des jeunes filles de France.

### Militantisme et résistance
Licenciée pour fait de grève en novembre 1938, elle épouse l'année suivante Victor Joannès, jeune responsable communiste en pleine ascension au sein du parti communiste.
Échappant de peu, à l'automne 1939, à une arrestation, elle suit Victor dans l'action clandestine en zone libre et devient agent de liaison dans la résistance, étant en permanence en déplacement. Cette activité la contraint de se séparer de son fils, né en novembre 1940. Ses parents sont arrêtés.

### Après guerre
Gisèle Joannès part vivre quelque temps en Algérie en 1945 et collabore à la revue Femmes d'Algérie. Elle collabore à la rédaction de Femmes françaises, le journal de l'UFF. Parallèlement, elle s'investit au sein de la commission féminine de la CGT, participant à la création, en 1952, de La Revue des travailleuses, puis, en 1955, d'Antoinette. Elle s'insurge des conditions de travail des couturières dans La Revue des travailleuses.
Entrée en 1945 à la commission administrative confédérale, elle y siège jusqu'en 1969, puis, après la transformation en commission exécutive confédérale, siège dans la cette instance jusqu'en 1972. À partir de 1960, elle représente sa confédération au conseil économique et social. C'est à ce titre qu'elle rédige, en 1969, un rapport sur les critères de détermination du SMIG.
Devenue, en 1952, secrétaire générale de la fédération de l'habillement CGT, succédant à Daniel Anker, elle poursuit son activité militante politique, étant, de 1956 à 1967, membre du comité central du PCF. 
La mort brutale de son mari, en 1972, est un événement douloureux et difficile à surmonter. Elle abandonne progressivement toutes ses responsabilités, la dernière étant le secrétariat général de sa fédération syndicale, en 1976.